# Shaun Donovan
Shaun Donovan, (n. el 24 de enero de 1966) es un especialista en vivienda que se desempeñó como Director de la Oficina de Gestión y Presupuesto entre 2014 y 2017. 
Donovan es también el exsecretario de Vivienda y Desarrollo Urbano de Estados Unidos entre 2009 y 2014. Antes de esto, Encabezó el Departamento de Preservación y Desarrollo de la Vivienda de la Ciudad de Nueva York. El 13 de diciembre de 2008, en su discurso semanal de radio nacional, el presidente electo Barack Obama anunció que nombraría a Donovan a su gabinete. Fue confirmado por el Senado de Estados Unidos por consentimiento unánime el 22 de enero de 2009 y juramentado el 26 de enero. El 28 de julio de 2014 fue sucedido por Julián Castro, exalcalde de San Antonio, como secretario de vivienda. El 10 de julio de 2014 fue confirmado como el próximo Director de la Oficina de Administración y Presupuesto. Fue juramentado por el vicepresidente Joe Biden el 5 de agosto de 2014.